# Léninskoïé
Léninskoïé (avant 1948 Haapala en finnois) est un village de Russie situé dans le raïon de Vyborg appartenant à l'oblast de Léningrad, dans l'isthme de Carélie.

## Géographie
Léninskoïé se trouve au nord de Zelenogorsk et de Repino (au bord du golfe de Finlande), au nord-ouest de Saint-Pétersbourg. Il est bordé par l'autoroute A-181.

## Histoire
La localité est citée pour la première fois au XVIIe siècle sous le nom de paroisse de Haapala. Avant décembre 1917, lorsqu'elle passe à la république de Finlande, la région faisait partie du grand-duché de Finlande dépendant à titre personnel de la couronne de Russie. Tchoukovski y a passé en villégiature en 1907. Avant décembre 1939, lorsque la population finnoise en est chassée, Haapala dépendait de la province de Vyborg de la nouvelle Finlande, indépendante en 1918. Elle était partagée en trois petits villages : Pullinen avec 46 familles ; Tulokas avec 28 familles et Luutahäntä avec 21 familles. La rivière Sestra, qui borde le village de Tulokas, marque alors la frontière entre l'URSS et la république de Finlande. Celle-ci prend le parti du Troisième Reich pendant la Seconde Guerre mondiale.
L'Armée rouge en chasse l'armée finlandaise en juin 1944. Le village est renommé en Léninskoïé en 1948. Sa population était de 1 368 habitants en 1990 et de 1 764 habitants en 2010. Il fait désormais partie de la municipalité rurale de Pervomaïskoïe. Par sa proximité avec Saint-Pétersbourg, il compte aussi de nombreuses datchas, comme résidences secondaires.

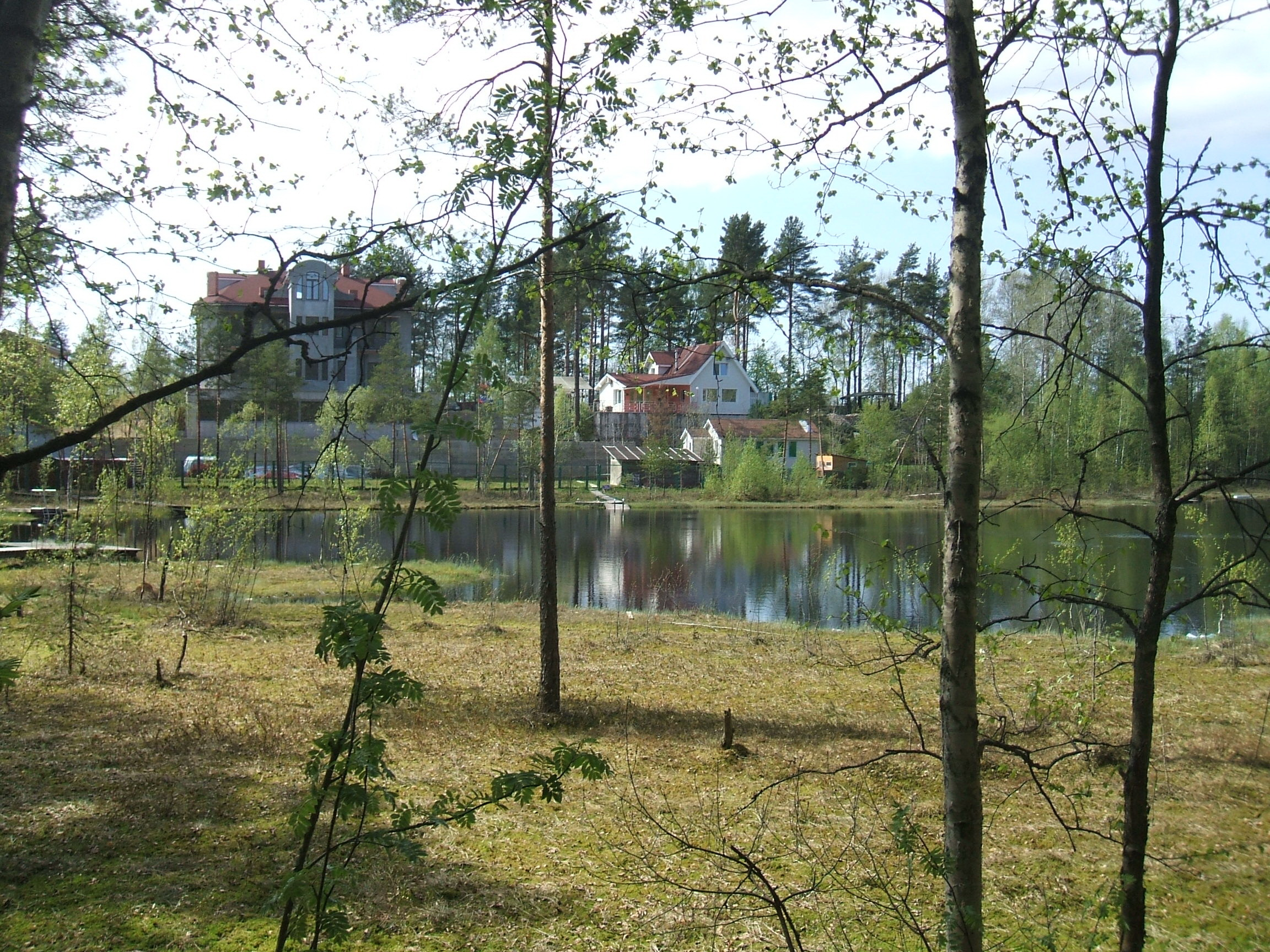
Lac marécageux, rive droite de la Sestra
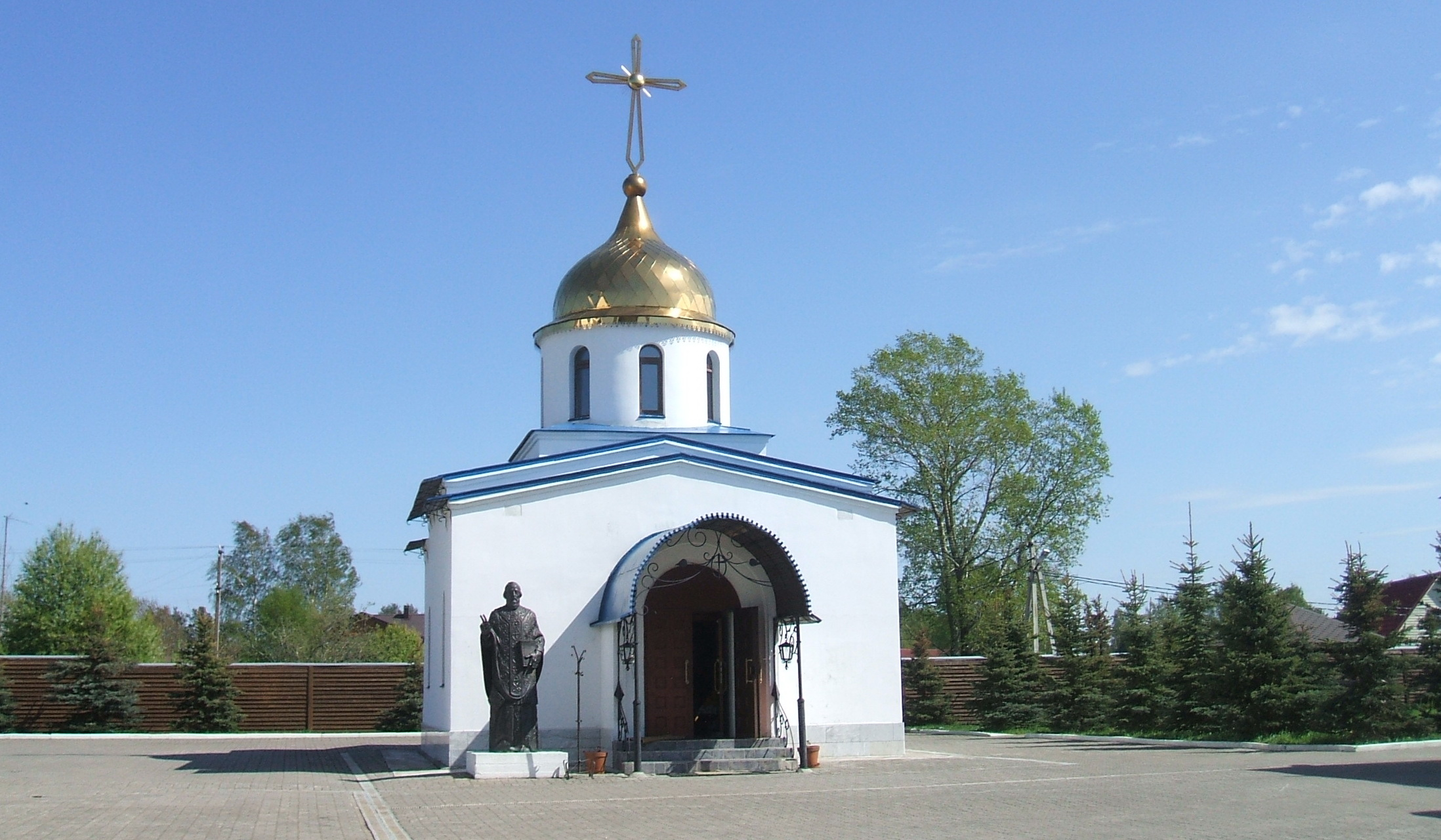
Chapelle en l'honneur des soldats morts pendant la guerre de 1941-1945
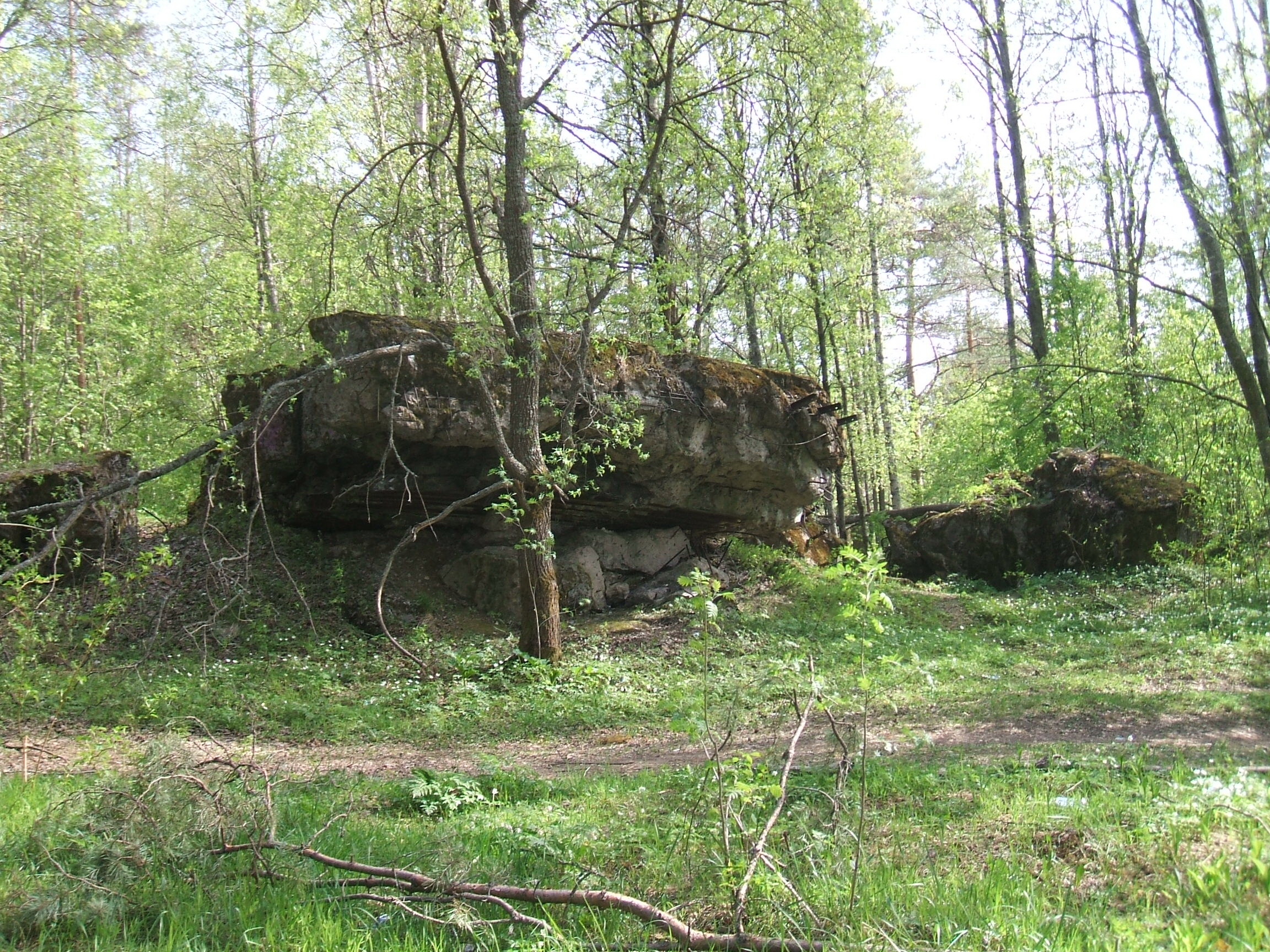
Ruines de bunkers germano-finlandais de la Seconde Guerre mondiale